# حواله (برنامه‌نویسی شیءگرا)
در برنامه‌نویسی شئ‌گرا فورواردینگ یا همان حواله∗ یا اِحاله به این معناست که استفاده از عضوی (متد یا فیلد) از یک شئ منجر به استفاده از عضوی متناظر از شئ دیگر می‌شود یا به قولی آن عضو به آن شئ دیگر، حواله∗ یا محوَّل می‌شود. مفهوم حواله در چندیدن الگوی طراحی مورد استفاده قرار می‌گیرد، به این صورت که بعضی از اعضای شئ (اسلوب‌ها ∗ یا فیلدها) به شئ دیگر حواله می‌شوند(مثلاً متدی را صدا می‌زنیم که بدنهٔ این متد خود متدی از شئ دیگر را صدا می‌زند) در حالی که خود شئ به اعمال اعضای دیگر(اعضای به غیر اعضای حواله شده) رسیدگی می‌کند. شئ‌ای که اعضایش فراخوانی‌ها را از طریق حواله پاسخ می‌دهد، با نام شئ پیچنده یا پیچه ∗(wrapper)، می‌شناسند و اسلوب‌هایی که حواله می‌شوند را توابع پیچنده∗ می‌گویند.

## مثال‌ها
مثالی ساده در باب حوالهٔ صریح∗ در جاوا: یک شئ از کلاس B فراخوانی‌های مربوط به اسلوبFoo() را به شئ a از کلاس A حواله می‌کند:
```
class
 
B
 
{

  
A
 
a
;

  
T
 
foo
()
 
{
 
return
 
a
.
foo
();
 
}

}

```

در مثالی که به زبان پایتون در ذیل این پاراگراف آمده است، کلاس B متد foo و فیلد x را به شئ a حواله می‌کند. (در این قسمت از کد: () a.foo یا a.x = x )
```
class
 
A
:

    
def
 
__init__
(
self
,
 
x
):

        
self
.
x
 
=
 
x

    
def
 
foo
(
self
):

        
print
(
self
.
x
)

class
 
B
:

    
def
 
__init__
(
self
,
 
a
):

        
self
.
a
 
=
 
a

    
def
 
foo
(
self
):

        
a
.
foo
()

    
@property

    
def
 
x
(
self
):

        
return
 
a
.
x

    
@x.setter

    
def
 
x
(
self
,
 
x
):

        
a
.
x
 
=
 
x

    
@x.deleter

    
def
 
x
(
self
):

        
del
 
a
.
x

a
 
=
 
A
(
42
)

b
 
=
 
B
(
a
)

b
.
foo
()
 
#
 
Prints
 
'
42
'
.

b
.
x
 
#
 
Has
 
value
 
'
42
'

b
.
x
 
=
 
17
 
#
 
b
.
a
.
x
 
now
 
has
 
value
 
17

del
 
b
.
x
 
#
 
Deletes
 
b
.
a
.
x
.

```

### نمونهٔ ساده
در این مثال جاوا، کلاس Printer یک اسلوب به نام print دارد. این متد به جای آنکه خودش عملیات پرینت را به انجام دهد، این عملیات را به شئ ای از کلاس RealPrinter محوّل می‌کند(همانطور که در کد زیر در متد print() از کلاس Printer می‌بینیم، متد print() از شئ RealPrinter صدا زده می‌شود ). در ظاهر و (و از منظر قسمت‌های دیگر برنامه که این متد را فراخوانی می‌کنند)، به نظر می‌رسد که این عملیات را شئِ از کلاس Printer انجام می‌دهد در حالی که در اصلْ شئ از کلاس RealPrinter عملیات اصلی مربوط به پرینت را انجام می‌دهد.

حواله(احاله) به زبان ساده محوّل کردن یک وظیفه به چیز/کس دیگری است. یک مثال ساده:
```
 
class
 
RealPrinter
 
{
	
// دریافت کننده

	
void
 
print
()
 
{
 

		
System
.
out
.
println
(
"Hello world!"
);
 

	
}

 
}

 
class
 
Printer
 
{
	
//ارسال کننده

	
RealPrinter
 
p
 
=
 
new
 
RealPrinter
();
	
// ساختن دریافت کننده

	
void
 
print
()
 
{

		
p
.
print
();
 
// فراخوانی دریافت کننده

	
}

 
}

 
public
 
class
 
Main
 
{

	
public
 
static
 
void
 
main
(
String
[]
 
arguments
)
 
{

                
// از منظر جهان خارجی و سایر اشیاء برنامه اینطور به نظر می‌رسد که 

                
//که کلاس 

                
// Printer

                
//خودش عملیات 

                
//print

                
// را انجام می‌دهد

                

		
Printer
 
printer
 
=
 
new
 
Printer
();

		
printer
.
print
();

	
}

 
}

```

در اینجا تابع printer از شئ p از کلاس Printer وظیفهٔ پرینت کردن را به شئ p از کلاس RealPrinter محوّل می‌کند(p.print();)

### نمونهٔ پیچیده
نمونهٔ پیچیده‌تر برای عملیات حواله، در الگوی آذینگر∗ استفاده می‌شود. در الگوی طراحی آذینگر می‌توان با استفاده از interface، حواله را بسیار منعطف‌تر و ایمن‌تر از لحاظ نوع(ایمنی نوع)∗ کرد.

«انعطاف‌پذیری» در اینجا به این معناست که نیازی نیست که C به A یا B اشاره کند چرا که شئ از کلاسی که از داخل کلاس C به آن حواله می‌شود، از طریق تجرید∗ از این کلاس خارج شده‌است.(منظور این است که کلاس C به‌طور مستقیم به کلاس‌های A و B که پیاده‌سازی‌های رابط ∗ I هستند، چیزی را حواله نمی‌کند. بلکه به‌طور غیرمستقیم اینکار را می‌کند، همانطور که می‌بینیم به I حواله می‌شود. ) در این مثال کلاس C می‌تواند به هر کلاسی که رابط I را پیاده‌سازی کند، حواله انجام دهد. در کلاس C اسلوبی با نام setI() وجود دارد که از آن می‌توان برای تغییر کلاسی که به آن حواله می‌شود(کلاسی که I را پیاده‌سازی می‌کند) استفاده کرد(این کار را در زمان اجرا∗ نیز می‌توان انجام داد). استفاده از رابطِI موجب می‌شود تا ایمنی در نوع‌داده لحاظ شود. چرا که هر کلاس که I را پیاده‌سازی می‌کند باید تمامی اسلوب‌های آن را پیاده‌سازی کند. 
```
interface
 
I
 
{

	
void
 
f
();

	
void
 
g
();

}

class
 
A
 
implements
 
I
 
{

	
public
 
void
 
f
()
 
{
 
System
.
out
.
println
(
"A: doing f()"
);
 
}

	
public
 
void
 
g
()
 
{
 
System
.
out
.
println
(
"A: doing g()"
);
 
}

}

class
 
B
 
implements
 
I
 
{

	
public
 
void
 
f
()
 
{
 
System
.
out
.
println
(
"B: doing f()"
);
 
}

	
public
 
void
 
g
()
 
{
 
System
.
out
.
println
(
"B: doing g()"
);
 
}

}

// changing the implementing object in run-time (normally done in compile time)

//تغییر شئ پیاده‌ساز در زمان اجرا 

//این کار معمولاً در زمان ترجمه صورت می‌گیرد.

class
 
C
 
implements
 
I
 
{

	
I
 
i
 
=
 
null
;

	
// forwarding

	
public
 
C
(
I
 
i
){
 
setI
(
i
);
 
}

	
public
 
void
 
f
()
 
{
 
i
.
f
();
 
}

	
public
 
void
 
g
()
 
{
 
i
.
g
();
 
}

	
// normal attributes

	
public
 
void
 
setI
(
I
 
i
)
 
{
 
this
.
i
 
=
 
i
;
 
}

}

public
 
class
 
Main
 
{

	
public
 
static
 
void
 
main
(
String
[]
 
arguments
)
 
{

		
C
 
c
 
=
 
new
 
C
(
new
 
A
());

		
c
.
f
();
	
// output: A: doing f()

		
c
.
g
();
	
// output: A: doing g()

		
c
.
setI
(
new
 
B
());

		
c
.
f
();
	
// output: B: doing f()

		
c
.
g
();
	
// output: B: doing g()

	
}

}

```

## توضیحات
1. ^ Forwarding
2. ^ Member
3. ^ Field
4. ^ Forwarding
5. ^ Method
6. ^ Wrapper
7. ^ Wrapper
8. ^ Explicit Forwarding
9. ^ Decorator
10. ^ Type Safety
11. ^ Abstraction
12. ^ Interface
13. ^ Runtime